# علی سعیدی شاهرودی
علی سعیدی شاهرودی (زاده ۱۳۲۹) روحانی عالی‌رتبه و نظامی ایرانی است که از اسفند ۱۳۹۶ به‌عنوان رئیس دفتر عقیدتی و سیاسی فرمانده کل قوا فعالیت می‌کند. وی فعالیت در سپاه پاسداران را از سال ۱۳۶۰ آغاز کرد. سعیدی از سال ۱۳۶۳ تا ۱۳۷۲ ریاست سازمان حفاظت اطلاعات سپاه پاسداران را برعهده داشت و در فاصله سالهای ۱۳۸۴ تا ۱۳۹۶ نماینده ولی فقیه در سپاه پاسداران انقلاب اسلامی بود.
اتحادیه اروپا در ۴ فروردین ۱۳۹۱، علی سعیدی شاهرودی را به دلیل نقشی که در نقض گسترده و شدید حقوق شهروندان ایرانی داشته‌، تحریم کرد.

## زندگی‌نامه
علی سعیدی شاهرودی در سال ۱۳۲۹ در شهرستان شاهرود زاده شد. وی در سال ۱۳۴۳ وارد حوزه علمیه قم می‌شود و دو سال از تحصیلات حوزوی خود را در مدرسه علوی می‌گذراند. علی سعیدی در سال ۱۳۴۵ به مدرسه حقانی می‌رود. محمد بهشتی، احمد جنتی، محمدتقی مصباح یزدی، محمد محمدی گیلانی و ابراهیم امینی از جمله استادان وی در مدرسه حقانی بوده‌اند.

## سوابق اجرایی
علی سعیدی به دلیل سابقه آشنایی با طاهری‌خرم‌آبادی، در سال ۱۳۶۰ وقتی جلال‌الدین طاهری به نمایندگی سید روح‌الله خمینی در سپاه پاسداران انقلاب اسلامی منصوب می‌شود، همکاری خود را به صورت رسمی و گسترده‌تر با سپاه پاسداران انقلاب اسلامی آغاز می‌کند. دانش‌آموخته مدرسه حقانی در سال ۱۳۶۲ از سوی سید روح‌الله خمینی به عنوان رئیس حفاظت اطلاعات سپاه پاسداران انقلاب اسلامی تعیین می‌شود. وی نخستین رئیس حفاظت اطلاعات سپاه و به گفته خودش بنیانگذار آن بوده‌است. او بیش از ۹ سال در این سمت باقی ماند تا اینکه در سال ۱۳۷۲ استعفایش مورد پذیرش سید علی خامنه‌ای قرار می‌گیرد. وی بعد از کناره‌گیری از ریاست حفاظت اطلاعات سپاه به سازمان تبلیغات اسلامی می‌رود و از سوی رهبری به عنوان قائم‌مقام سازمان تبلیغات اسلامی منصوب می‌شود. سعیدی پس از ۸ سال در سال ۱۳۸۰ دوباره به سپاه بازمی‌گردد و جانشین نماینده ولی فقیه در سپاه پاسداران انقلاب اسلامی وقت، موحدی کرمانی می‌شود. در سال ۱۳۸۴، علی سعیدی به عنوان نماینده ولی فقیه در سپاه پاسداران انقلاب اسلامی منصوب می‌شود.
دفتر فرماندهی کل قوا
در اسفند ۱۳۹۶، علی سعیدی طی حکمی از سوی رهبر جمهوری اسلامی ایران به سمت رئیس دفتر عقیدتی سیاسی فرماندهی کل قوا منصوب شد که وظیفه سیاستگذاری فرامین فرمانده کل قوا، کنترل و هماهنگی در نیروهای مسلح و سازمان های تابعه را به عنوان رئیس دفتر و نماینده عالی وی بر عهده دارد.

## سخنرانی بعد از انتخابات ۱۳۸۸
پس از انتشار فیلم سخنرانی علی سعیدی در جمع فرماندهان سپاه دو هفته پس از انتخابات ریاست جمهوری سال ۱۳۸۸، در خرداد ماه ۱۳۹۳ در اینترنت ، بار دیگر بحث کودتای انتخاباتی سال ۱۳۸۸ مطرح گردید انتشار سخنرانی حجه الاسلام علی سعیدی پس از انتشار فیلم سخنرانی سردار محمد علی جعفری فرمانده سپاه پاسداران انقلاب اسلامی در همان جلسه روی داد. در این سخنرانی علی سعیدی اظهار می‌دارد: «رهبری به صراحت می‌گوید بین من و آقای هاشمی اختلاف نظر وجود دارد. بین آقای هاشمی و آقای احمدی‌نژاد هم که از اول اختلاف وجود داشته اما نظر آقای احمدی‌نژاد به من نزدیکتر است. این یکی از رمزگشایی‌هایی بود که انجام گرفت. راه گشاترین مسئله برای روشن شدن افکار مردم جامعه این بود. ما دچار پارادوکس‌هایی هستیم که باید دید ریشه اش کجاست؟ سؤال من این است نه به احمدی‌نژاد یعنی چی؟ وقتی رهبری در هفته دولت سال سوم ۲۲ خصوصیت مثبت برای دولت ذکر می‌کنند و می‌فرمایند از مشروطیت تاکنون دولت این چنین ما نداشته‌ایم، آنوقت یک نخبه‌ای یک بزرگواری به خودش اجازه می‌دهد که بگوید: نه به احمدی‌نژاد استراتژی من است. آنوقت این می‌شود یار رهبری؟ زهرا هم اگر با علی همراهی نکند از گردونه ساقط می‌شود». او در ادامه می افراید: «ما شخصیت معصوم نداریم. همه باید تحت فرمان رهبری باشند. برای کسی سهمی نباید قایل شد. اگر برای کسی سهمی قایل شویم این شرک است. شخصیت‌های مذهبی و روحانی هم وقتی محترمند که در خدمت ولایت باشند، این را خدا فرموده‌است».

## تحریم اتحادیه اروپا
اتحادیه اروپا طی تصمیم مورخ ۴ فروردین ۱۳۹۱، هفده مقام ایرانی از جمله علی سعیدی شاهرودی را به دلیل نقشی که در نقض گسترده و شدید حقوق شهروندان ایرانی داشته‌اند، از ورود به کشورهای این اتحادیه محروم کرد. کلیه دارایی‌های این مقامات نیز در اروپا توقیف خواهد شد.

## موارد نقض حقوق بشر
بر اساس بیانیه اتحادیه اروپا، علی سعیدی شاهرودی نماینده سیدعلی خامنه‌ای در سپاه پاسداران، در انتقال دستورهای رهبر جمهوری اسلامی ایران به سپاه پاسداران نقشی مؤثری داشته است.به دستور ایشان یک شخصی به نام آقای هادی سعیدی که از بستگان خودشون بودنند که در سال ۲۰۰۴ بخاطر فشارهای امنیتی و جانی مجبور شد از ایران به آلمان مهاجرت کند، آقای هادی سعیدی که خودش جزو نیروهای اطلاعاتی و امنیتی سپاه پاسداران بود بعد از مشکلات فراوان مجبور شد ایران ترک کنه اون مدتی در شهر تریر آلمان زندگی کرد و بعد از اونجا به شهر دوسلدورف تغییر مکان داد و بخاطر اینکه با افراد زیادی در سازمان اطلاعات سپاه و بیت رهبری ایران داشت تصمیم گرفت هر چه اطلاعات با ارزش بود از دوستان خود که همگی در سازمانهای اطلاعاتی ایران بود خارج کنه، به همین دلیل به دستور علی سعیدی شاهرودی دستور قتل آقای هادی سعیدی که الان مقیم آلمان بود داده شد چون افراد زیادی با هادی رفاقت می‌کردند و بر خورد با تمام اونها که خودشون جزو نیروهای نظامی و امنیتی و اطلاعاتی ایران بودن غیر ممکن بود و سازمان اطلاعات سپاه شواهدی داشت که هادی سعیدی با پلیس فدرال آلمان کار میکنه و میتونه این اطلاعات سری و محرمانه رو از ایران خارج کنه و در اختیار پلیس آلمان بده، به همین دلیل دستور ترور هادی سعیدی از طرف سازمان اطلاعات سپاه صادر شد،یکی از بهترین دوستان هادی شخصی بود به نام مسعود شجاعی که خودش جزو نیروهای کامندو اطلاعات سپاه پاسداران بود و مسوولیت حفاظت از سایت‌های اتمی ایران را داشت به صورت مشکوک به هم راه دختر خردسال پنج ساله‌اش در خونه شخصی خودشان به قتل رسیدن و این اطلاعات به هادی از طریق دیگر واسطه ها رسید، مجبور شدن پلیس فدرال آلمان او و همسر بلاروسیشش رو شبانه و مخفی از خونه خودشان در شهر دوسلدورف آلمان خارج و به خانه امن انتقال دادند. و با این کار سازمان اطلاعات سپاه فهمید که پلیس آلمان متوجه شد که هادی و همسرش جانشان در خطر هست از انجام عملیات ترور او صرف نظر کردن، ولی هنوز مطمئنا هستند افراد خیلی با نفوذی که در اطلاعات سپاه پاسداران کار میکنن با هادی در ارتباط هستند و می‌تونن خبرهای سری و محرمانه به او بدهند، ولی بعد از فرار اون و همسر بلاروسیشش هیچ گونه اطلاعاتی در دسترس نیست، بعضی منابع هم خبر دادند که احتمالا او و همسرش آلمان رو ترک کردنند. 